# Sennechutteli

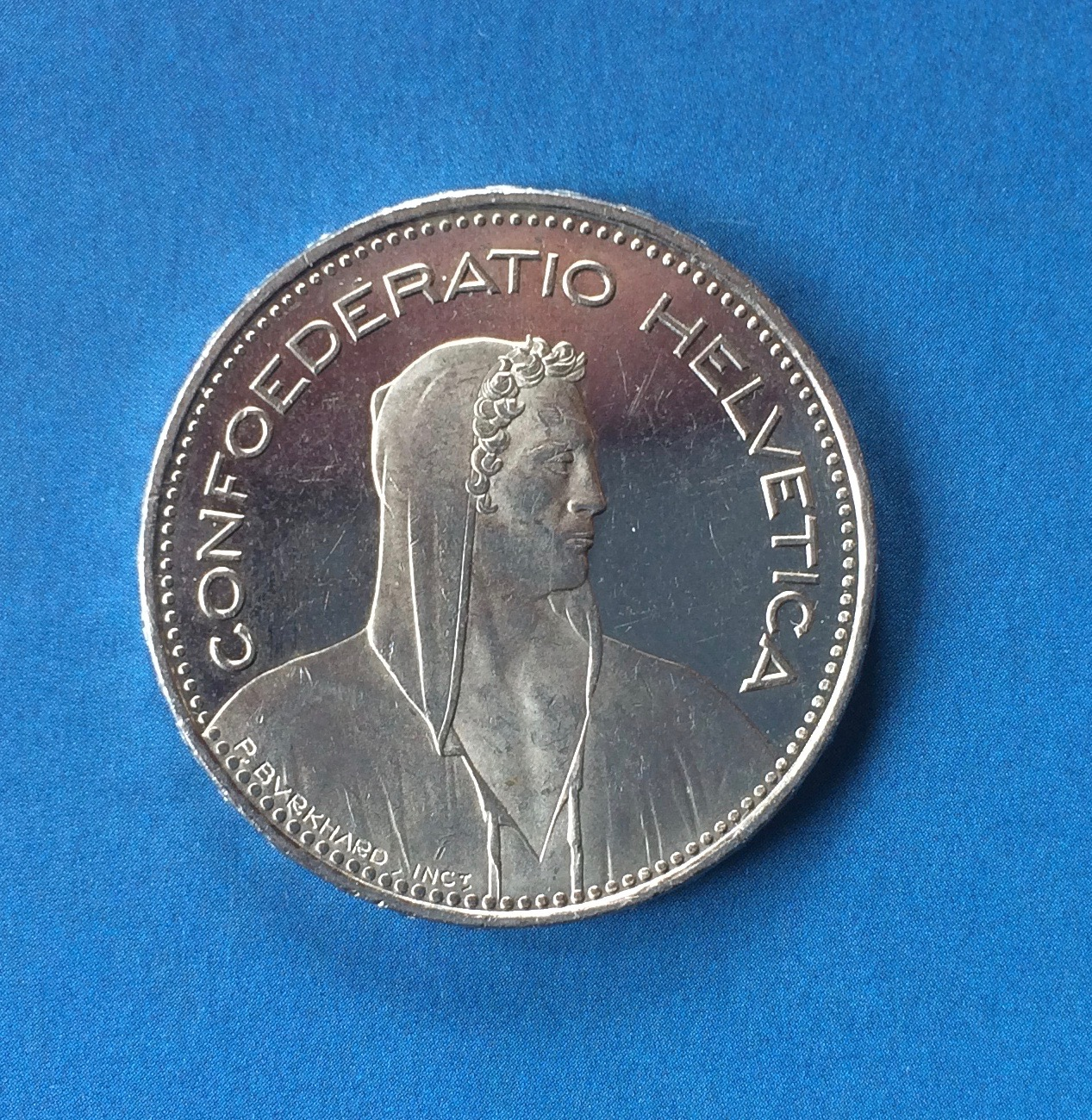
Hirte mit einem Sennechutteli auf einem Fünffrankenstück

Das Sennechutteli ist ein klassisches Oberbekleidungsstück aus den Schweizer Alpen. Chutteli ist schweizerdeutsch und kommt vom Wort Kutte. Es ist ein einfach gehaltenes, raues Schlupfhemd mit traditionellen Stickereien. Ab den 1970er Jahren wurde es auch als Arbeitskleidung von Tourismusangestellten in den Alpen verwendet.

## Entstehung
Das traditionelle Hirt(en)hemd aus der Innerschweiz ist ein weisses, ursprünglich aus eigenem Flachs gewobenes Schlupfhemd. Es gehört zu den ältesten Trachtenstücken der Schweiz. Bekannt ist es durch den Alphirten auf der Rückseite des Fünflibers. Es wurde oft auch länger mit einem Ledergurt oder Strick getragen. Die angenähte «Heukappe» (Art von Kapuze) verhindert das Einrieseln von Heu bei der Arbeit oder schützt den Kopf beim Melken.
Im 19. Jahrhundert kam über französische Fuhrleute die mützenlose, blaue «Burgunder Bluse», auch «Welschhemp» (Welsches Hemd) genannt, in die Innerschweiz. Sie waren beliebt wegen der dunklen Farbe, die weniger leicht verschmutzte, und hatten keine Mütze, dafür Achselpatten.
Mit reichen farbigen Stickereien am Brustschlitz, den Achselpatten und am Ärmel entstand die in Uri und Nidwalden verbreitete Sonntagbluse. Sie wird oft über einem weissen Kragenhemd getragen.
Im Prättigau entstand vermutlich zur selben Zeit eine Bluse aus blauem Stoff mit einfacher Ringelstickerei mit rot und weissem Faden und einfachem Schliesshaken.
Dank moderner Maschinenstickerei sind in den letzten Jahrzehnten kostengünstige Sennechutteli aus blauem, roten oder schwarzen Stoff mit Edelweissbordüren am Brustschlitz (breit) und einfachen Stickereien am Ärmelkragen und Schulternaht auf den Markt gekommen. Sie sind meist mit kleinem Bandkragen und hochgeschlossen. Diese sind den alten Trachten nahestehende moderne Adaptionen.